# Lysá nad Labem
Lysá nad Labem là một thị trấn thuộc huyện Nymburk, vùng Středočeský, Cộng hòa Séc.